# 華獨

華獨主張「中華民國就是台灣、台灣就是中華民國」、「台灣是一個主權獨立國家，國號是中華民國」、「中華民國台灣」。

華獨，即中華民國獨立，也被稱為國獨，是針對台灣問題的一個術語或政治主張，意指中華民國是一個主權獨立國家，代表台灣，不是中華人民共和國統治下的地區。此派人士主張台灣使用中華民國的國號以及應該推動他們認為的獨立現狀，不追求台灣獨立運動和反攻大陸，也不贊同被中華人民共和國統一。這種意識型態支持「中華民國是臺灣」、「中華民國臺灣」、兩國論，認為台灣應該沿用中華民國的國號與憲法。
這個術語在2015年由公投護台灣聯盟總召集人蔡丁貴提出，用來與「傳統台獨」、也就是完全以台灣名稱獨立建國的主張做區隔，他認為這不屬於台獨。
這個政治術語也與舊有的「獨台」相近，惟兩者均被中華人民共和國視作台獨。

## 概論
「華獨」最早在2015年由蔡丁貴提出，這個術語的提出，主要是用來區分「獨台」、「台獨」等不同政治路線。在台灣獨立運動中，存在許多不同的路線爭議，其中一個路線認為，台灣應該獨立、制定自己的憲法與國號、國號應該是台灣共和國，這被稱為「台獨」或「傳統台獨」。
「華獨」一詞是獨台的另一種委婉說法，台獨是明確主張公開台灣獨立，建立主權獨立的「台灣共和國」，廢止中華民國的政治體制。而華獨則是在中華民國的旗號下，尋求不一定是中國統一的主張，但有可能需要正名運動。
在李登輝執政後期、陳水扁、蔡英文及赖清德執政時期的中華民國政府，認為台灣已經是一個獨立國家，只是國號為中華民國，被稱為「華獨」。可是在華獨程度上有別，由於模糊空間下派系眾多，維持中華民國派雖然認為台灣不屬於中華人民共和國，但也僅定義只須維持現狀已經算是獨立，故有部分人不認同法律上的一中，並主張台灣在中華民國的框架下漸漸追求國家正常化和先發展務實外交甚至是正名。

## 歷史
最早提出華獨概念的，可以追溯到雷震的時代，但當時這個名詞尚未出現。雷震等人希望蔣介石放棄「反攻大陸，消滅共匪」的政策，改在台灣建立一個新的國家，並與中華人民共和國分開。但是蔣政府秉持漢賊不兩立的原則下，國民黨反對因而告終。
到了李登輝主政時期，國民黨出現重大改變，逐漸放棄統一。自人民直選後，李登輝認為兩岸的現狀就像過去的東西德和南北韓，等到將來中華人民共和國（PRC）像中華民國（ROC）一樣有民主人權後再來合併。當時的主張近似華獨，但也只是一個過渡的過程，並無永久分離的意思。
1999年，時任總統李登輝提出兩國論，同年民主進步黨提出臺灣前途決議文，並在政綱中表示「台灣已經獨立，國名叫中華民國」，這一宣言也被政治學者看做是華獨。
2015年，蔡丁貴在公投大選前提出了新術語，他認為現有政黨中主張獨立的並非只有一種，並分成「台獨」與「華獨」。華獨則與台獨不同，華獨是在中華民國的旗號下，尋求不一定是與中國合併的路線。

## 評價
鄭思捷教授認為，華獨是一種分離獨立。它與台獨的差別是，中華民國在法理上脫離中華人民共和國。他認為華獨就是從中華人民共和國獨立，且分裂中國的一種獨立型態。評論指出：「華獨的第一個必要條件（necessary condition）就是這些流亡到台灣的少數中國人一定要自認為他們不再是中國人。理由是，只要是中國人都要接受中華人民共和國政府的統治。同樣的理由：只要不是中國人，就可以拒絕接受中華人民共和國政府的統治。中國人不可能同時有兩個國家。」
自由台灣黨將民進黨和台灣團結聯盟都看做華獨，而自由台灣黨主張自己是真正的台獨。
2016年時代力量立委林昶佐質詢時任中華民國行政院院長張善政與行政院大陸委員會主任委員夏立言時，提問臺灣被稱為「中華臺北」，而對方是「中國」，如何保持「對等尊嚴」？張善政表示，在中華民國憲法之下，中華民國就是一個國家，中華民國政府不承認對岸是一個國家，但怎麼處理兩岸名稱，是國際組織最後的決定。夏立言回說，政府在每個國際場合都爭取用正式國名；林昶佐問「是中華民國嗎？」夏回「是的」；林昶佐說「那你們就是兩國論，就是華獨，我是臺獨，但我尊重你們」。
呂秀蓮表示，既然以認可統一的中國為前提的九二共識不存在，華獨與台獨也沒有什麼區別。
2021年，東京奧運期間，藝人小S陷入國手風波中，引發中國大陸網上對於台獨定性的爭議，最終解放軍電台海峽之聲、官媒中國台灣網紛紛發文表示不屬於，對於不追求所謂漸進獨立者（即實際進行獨台行為）同時沒有明確排斥統一可能性者，尚存在於一中認同的條件下，目前不被劃入台獨。
2021年10月，因為蔡英文在演說中大篇幅談論兩岸關係，使得有媒體人認為，蔡英文不再是台獨支持者而是主張華獨。

## 外部連結
- . 臺北市: 自由時報. 2016年1月17日  [2016年5月21日]. （原始内容存档于2020年9月18日）.